# Larissa Alexejewna Judina
Larissa Alexejewna Judina (russisch Лариса Алексеевна Юдина; * 22. Oktober 1945 in Stepnoi (vor 1944 und nach 1957 Elista); † 7. Juni 1998 in Elista) war eine sowjetische bzw. russische Journalistin.

## Leben
Nach dem Mittelschulabschluss arbeitete Judina ein Jahr lang als Pionierleiterin der Leninpioniere an ihrer Schule in Elista und begann dann das Studium an der Lomonossow-Universität Moskau in der Journalistik-Fakultät. Dort lernte sie ihren Mann kennen, mit dem sie nach Alexin ging und für die dortige Zeitung arbeitete.
Judina kehrte 1966 nach Elista zurück und arbeitete 13 Jahre lang als Korrespondentin der Zeitung Komsomolez Kalmykii. Sie war von 1978 bis zum Zerfall der Sowjetunion 1991 Mitglied der KPdSU.
Ab 1979 arbeitete Judina für Elistas älteste Zeitung Sowjetskaja Kalmykija zunächst als Korrespondentin, dann als Abteilungsleiterin und schließlich als Chefredakteurin. Nach dem Augustputsch in Moskau 1991 wurde die Zeitung aufgelöst. Am 2. September 1991 wurde eine neue unabhängige Zeitung gegründet, und Judina wurde zur Chefredakteurin gewählt.
Nach der Gründung der Partei Jabloko 1995 wurde Judina Vorsitzende der kalmückischen Regionalabteilung dieser Partei und kämpfte gegen die Korruption in Kalmückien.
Am 7. Juni 1998 wurde Judina ermordet. Ihr Körper wies zahlreiche Stichwunden und einen Schädelbruch auf. Am 29. November 1999 verurteilte das Oberste Gericht der Republik Kalmückien Sergei Waskin und Wladimir Schanukow für den Mord an Judina zu jeweils 21 Jahren Freiheitsentzug. Waskin war 1993–1994 Assistent des Präsidenten der Republik Kalmückien Kirsan Iljumschinow gewesen, der 1994 nach dem Überfahren zweier Jugendlicher mit dem Auto zu 8 Jahren Freiheitsentzug verurteilt und nach unrechtmäßiger Freilassung zum Leiter der Öffentlichkeitsarbeit der Nationalbank Kalmückiens ernannt worden war. Waskin hatte zur Übergabe von Informationen an Judina ein Treffen mit einem Informanten versprochen, zu dem Schanukow am 7. Juni in Judinas Wohnung erschien und sie erschlug.
Im September 2000 wurde Larissa Judina durch Erlass des damaligen Präsidenten der Russischen Föderation, Wladimir Putin, postum der russische Tapferkeitsorden verliehen.
Im Mai 2010 verurteilte das Präsidium der Jabloko-Partei die Nominierung Iljumschinows für die FIDE-Präsidentschaft wegen dessen Verbindung zum Judina-Mord.
Zum Judina-Gedenken gibt es den Wopreki (Dagegen)-Wettbewerb der Verlagsgruppe Wostotschno-Sibirskaja Prawda (Ostsibirische Wahrheit) für Journalisten regionaler Zeitungen Russlands und der Gemeinschaft Unabhängiger Staaten.